# Zimelidin
Der Arzneistoff Zimelidin (Handelsnamen: Normud®, Zelmid®) war einer der ersten selektiven Serotonin-Wiederaufnahmehemmer (SSRI), der als Antidepressivum auf den Markt kam. Er wurde 1983 zurückgezogen, weil er zu immuntoxischen Schäden („Zimelidin-Syndrom“) und Fällen von Guillain-Barré-Syndrom führte.
Chemisch gesehen handelt es sich dabei um ein bromiertes Pyridylallylamin.

## Darstellung und Gewinnung
Die Verbindung kann in einer dreistufigen Synthese hergestellt werden. Im ersten Schritt wird 4-Bromacetophenon mit Formaldehyd und Dimethylamin zum 3-Dimethylamino-4'-brompropiophenon umgesetzt. Nach Einführung der Pyridinfunktion mittels 3-Pyridyllithium und anschließender Dehydratisierung mit Schwefelsäure erhält man die Zielverbindung.

## Pharmakologische Eigenschaften
Zimelidin ist ein stärkerer Serotonin-Wiederaufnahmehemmer als Clomipramin, die Wiederaufnahme von Noradrenalin ist bei diesem Wirkstoff schwächer ausgeprägt als beim Imipramin.